# Andy Seto
Andy Seto (司徒剑侨 en chinois simplifié, 司徒劍僑 en chinois traditionnel), né le 3 juin 1969 à Hong Kong, est un manhuajia chinois spécialisé dans les histoires d'arts martiaux.
Son œuvre la plus connue est Cyber Weapon Z (超神Z). Il a également adapté en bande dessinée le roman Tigre et Dragon, ainsi que le film de Stephen Chow, Shaolin Soccer. Les titres sur lesquels il a travaillé incluent : King of Fighters Zillion / 99 / 2000 / 0X, Saint Legend une histoire sur les Huit immortels taoïstes, Story of The Tao, Para Para, Les Quatre Justiciers et Sword Kill.
Ses œuvres démontrent une influence des mangas sur son travail, notamment de Yasuhiko Yoshikazu (auteur de Jeanne).

## Œuvres publiées en France
- 1995 : Cyber Weapon Z par Tonkam
- 2002 : King of Fighters Zillion par Tonkam
- 2004 : Tigre et Dragon par Tonkam
- 2006 : Les Quatre Justiciers par Soleil Productions (l'éditeur a arrêté sa distribution en juin 2007)